# Eupithecia usbeca
Eupithecia usbeca is een vlinder uit de familie spanners (Geometridae). De wetenschappelijke naam is voor het eerst geldig gepubliceerd in 1992 door Viidalepp.
De soort komt voor in Europa.